# Wendler (Karosseriebau)

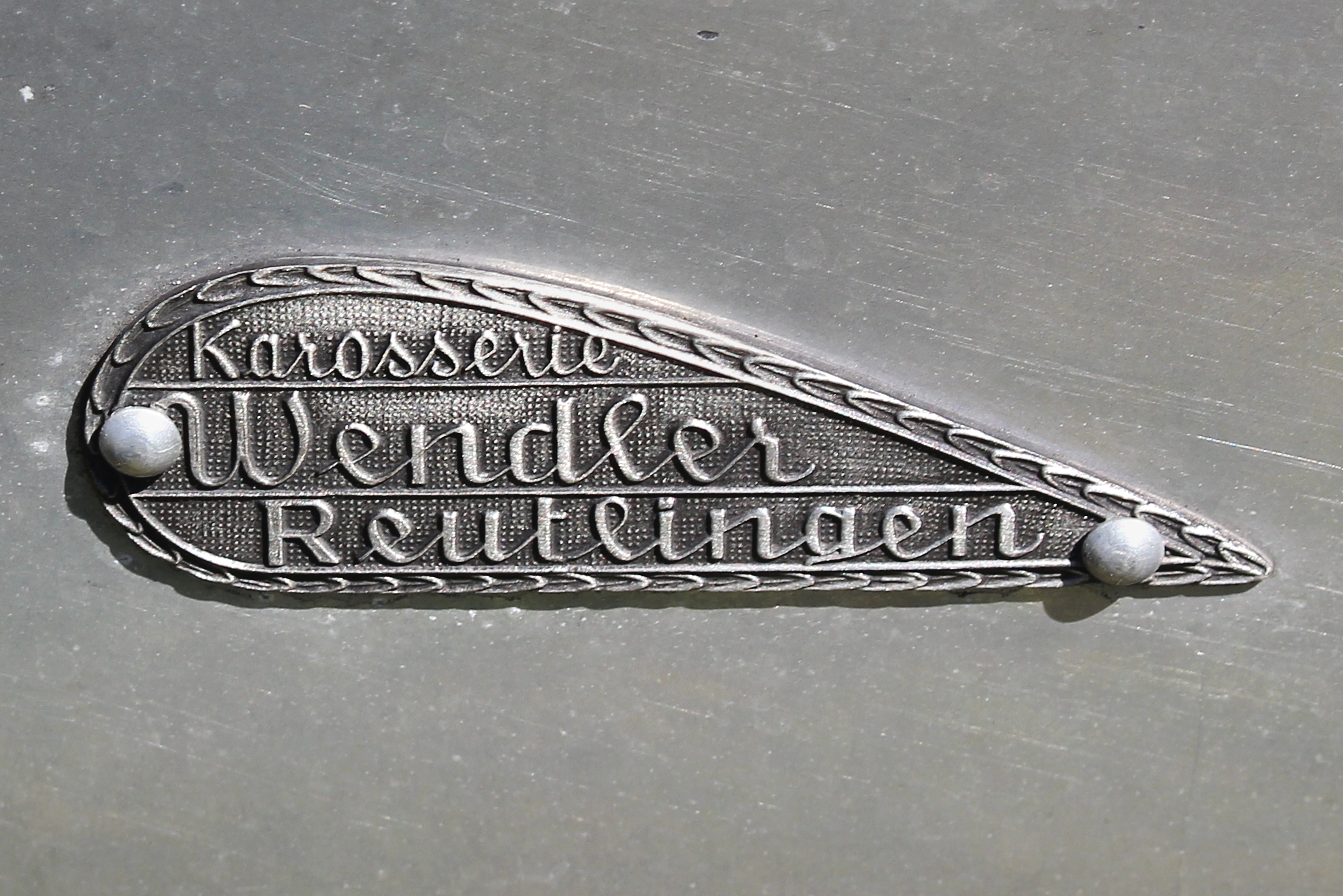
Wortbildmarke Karosserie Wendler

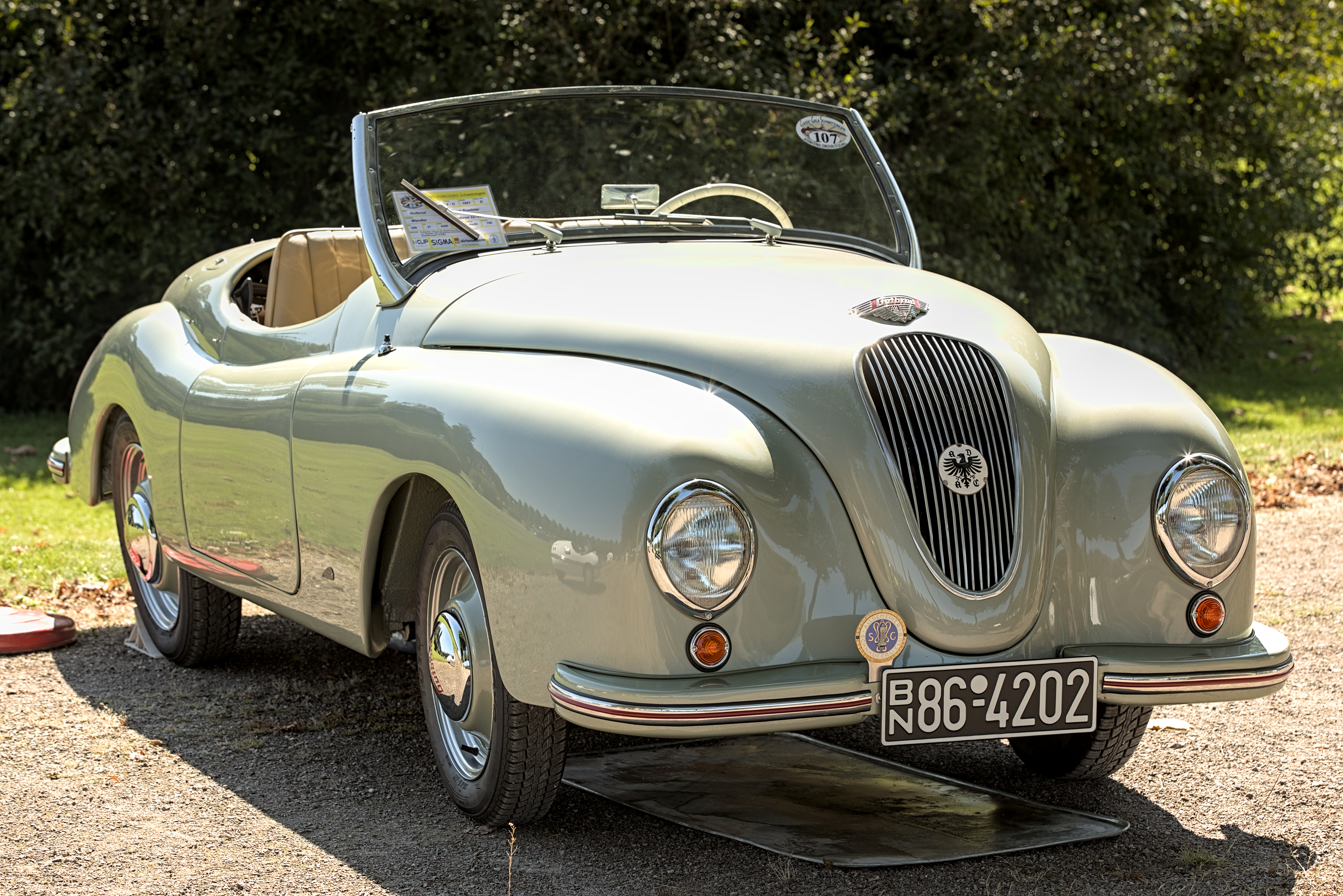
Gutbrod Superior mit einer Karosserie von Wendler (1951)

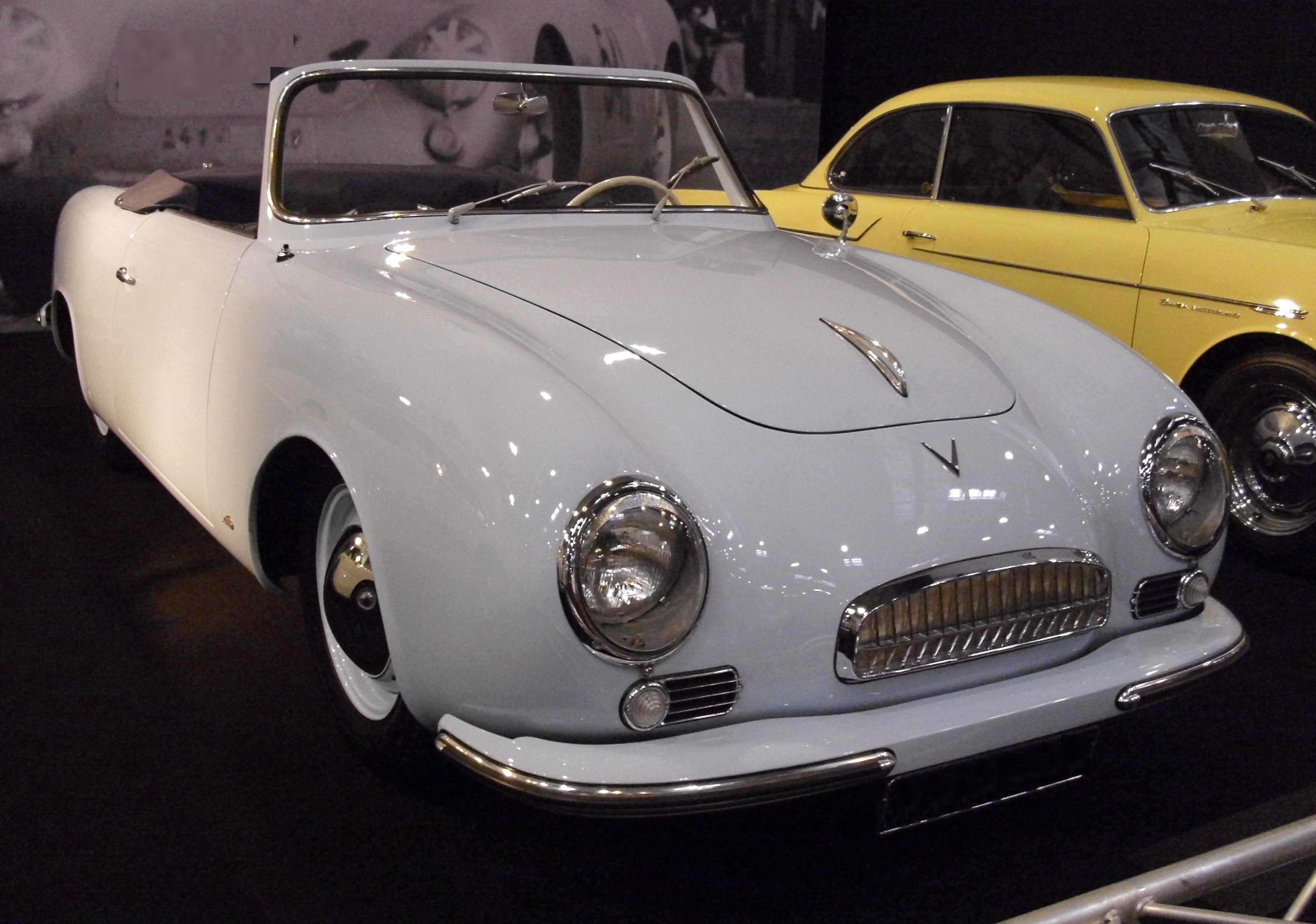
Cabriolet auf VW-Basis (1957)

Wendler war ein deutscher Stellmacherbetrieb und Hersteller von Karosserien in Reutlingen.

## Beschreibung
Der Betrieb wurde von Erhard Wendler im Jahr 1840 als Wagenfabrik eröffnet. Zunächst stellte er Kutschen her, ab Anfang der 1920er Jahre auch Karosserien für Pkws. Der Konstrukteur Helmut Schwandner hatte die Umorientierung eingeleitet. Noch in den 1920er Jahren entstanden etwa 60 Aufbauten, 250 bis 270 Stück waren es in den 1930er Jahren. Die Belegschaft bestand aus ungefähr 100 Mitarbeitern. Einer der Kunden war 1937 der Architekt Wilhelm Ritter von Graf.
Nach dem Zweiten Weltkrieg nahm Wendler die Fertigung von Karosserien wieder auf, die nun in der modernen Pontonform entstanden. Bis Ende der 1950er Jahre gab es noch Serienfertigungen, dann verlegte man sich hauptsächlich auf Reparaturen.
Einer von Wendlers bedeutendsten Auftraggebern war Porsche, der unter anderem 90 Leichtmetallkarosserien (nach anderer Quelle mehr als 100) für den Porsche 550 bauen ließ. Für das 24-Stunden-Rennen von Le Mans 1961 entwarf Wendler ein Porsche-Coupé, das jedoch nicht gebaut wurde. Stattdessen entwickelte er einen eigenen Wagen auf Porsche-Basis, den W-RS 001.
Später befasste sich das Unternehmen mit Oldtimerrestaurierungen und Sonderaufbauten gepanzerter Limousinen.
Im Jahr 2000 wurde Wendler insolvent. Unter dem Namen Pgam AG wurde der Betrieb bis zur endgültigen Schließung weitergeführt.